# Літин (село)
Лі́тин — село в Україні, у Ковельському районі Волинської області. Входить до складу Турійської селищної громади. Населення становить 316 осіб.

## Історія
Згідно народних переказів, першопоселеннями у дрімучому лісі була багатодітна сім'я. Після втрати чоловіка дружина Літа стала відігравати провідну роль у сім'ї. З часом біля будинку Літи поселилися інші сім'ї, а саме поселення отримало назву Літин. Пізніше власники села Літин стали називатися Літинськими.
Якщо подивитися на те, яким Літин був у минулому, то у дослідженнях Олександра Цинкаловського, а саме у енциклопедії-довіднику «Стара Волинь і Волинське Полісся. Краєзнавчий словник — від найдавніших часів до 1914 року» ми можемо дізнатися про те, що у минулому село Літин належало Ковельському повіту, Турійської волості та було розташоване за 24 км від міста Ковель. Село часто виступає у документах під назвою: Літин, Летен, Летин. В кінці 19 століття у селищі було 62 будинки і 438 жителів (що є на 122 чоловіка більше ніж нині). Історична згадка про село Літин виступає з 1545 року, коли це село належало до Яцька Летенського і за частину якого він платив казну від 11 димів, 9 городників, а Іван Летенський платив за другу частину Літина від 10 димів, та 9 городників. У 1583 році вносив плату за село Літин платив Іван Калусовський від 8 димів, та 4 городників. У «Списку населених міць Волинської губернії» за 1906 рік відмічається, що станом на 1 січня 1906 року в Літині нараховувалось 74 будинки і проживало 469 жителів, а колонії села Літин — 14 будинків і 93 жителі. За переписом 1911 року до великої земляної власності поміщика Сумовського належало там 2,301 десятина.
Жителям села жилося завжди важко. Нові випробування випали на період Перша світова війна. У 1915 році російські війська відступаючи під натиском австро-угорських військ, примушували місцевих жителів евакуюватися на схід. Російські козаки ходили по селу і говорили, щоб жителі Літина негайно виїжджали, бо прийдуть австрійці, які знищують усе живе, малих дітей посадять на палі, а в жінок відрізатимуть груди.
Довірливі українці повірили. Польські, чеські та єврейські сім'ї, які проживали в Літині, цій брехливій пропаганді не повірили, з села у період Першої світової війни не виїхали, і таким чином зберегли все своє майно, уникли всіляких поневірянь і страждань, пов'язаних з евакуацією.
Українські сім'ї нашвидкуруч побудували на возах буди, поклавши свої пожитки, посадивши малих дітей і немічних старих на вози та вихали на схід. Поруч з возами йшли напівголодні жінки і діти, втомлені і вкриті пилюкою, женучи корів, овець, гусей. Пішки і гужовим транспортом вони дісталися до однієї із залізничних станцій поблизу міста Рівне, за безцінь продали корів, коней, вози, овець, гусей, а ті, хто не продав, залишили все це біля залізниці. Під тиском російських козаків селяни були загнані в товарні вагони і доставлені в населені пункти поблизу села Павлоград Катеринославської губернії. Деяку допомогу біженцям надавала держава. Всі вони працювали наймитами в місцевого населення.
У рідну домівку повернулися з евакуації в 1918—1921 роках. Село Літин уціліло, а на хуторі були зруйновані всі будинки. Літин знаходиться за 9 кілометрів на захід від річки Стохід, де в 1916—1918 роках проходив фронт. Ті жителі Літина, які не виїжджали в період Першої світової війни, жили добре. Адже в їх власності були корови, коні, птиця, вози, знаряддя праці. Австро-угорські війська місцевих жителів не чіпали. Те населення Літина яке повернулося з евакуації не мало засобів до існування. І люди вимушені були працювати у господарствах чехів, євреїв і поляків лише за харчі.
Селяни, які повернулися з евакуації до кінця 1918 року, мали можливість купити в австро-угорських вояків коней, вози, упряж. Від голодування і хвороб на тиф багато людей померло у 1919—1921 роках. Хворих возили до лікаря Немошкаленка у село Купичів. Лікарня знаходилася у приміщенні житлового будинку Немошкаленка. За прийом потрібно було заплатити 50 копійок. Безкоштовно він приймав лише тих, хто не мав грошей. Дружина Немошкаленка під час праці в [Купичев|Купичеві] прийняла понад півтори тисячі пологів. Через декілька років виснажливої праці та хвороб становище колишніх біженців покращилося. Люди придбали знаряддя праці, худобу, минув і період хвороб.
12 червня 2020 року, відповідно до розпорядження Кабінету Міністрів України № 708-р «Про визначення адміністративних центрів та затвердження територій територіальних громад Волинської області», увійшло до складу Турійської селищної територіальної громади.
19 липня 2020 року, в результаті адміністративно-територіальної реформи та ліквідації  Турійського району, село увійшло до новоутвореного Ковельського району. 

## Населення
Згідно з переписом УРСР 1989 року чисельність наявного населення села становила 359 осіб, з яких 174 чоловіки та 185 жінок.
За переписом населення України 2001 року в селі мешкало 316 осіб.

### Мова
Розподіл населення за рідною мовою за даними перепису 2001 року:
| Мова       | Відсоток |
| ---------- | -------- |
| українська | 99,37 %  |
| російська  | 0,63 %   |